# ClariS: Single Best 1st
Albums de ClariS
Party Time
(2014) Spring Tracks: Haru no Uta
(2016)
Singles
1. "border"
Sortie : 7 janvier 2015

ClariS 〜Single Best 1st〜 (クラリス シングル・ベスト ファースト) est la première compilation best of du duo d'idoles de pop japonaise ClariS, sorti le 15 avril 2015 chez SME Records. ClariS 〜Single Best 1st〜 a atteint la 4e place du classement musical hebdomadaire japonais de l'Oricon.

## Résumé
De la formation de Claris jusqu'en 2015, l'album contient les meilleurs singles du groupe. On y retrouve notamment trois chansons enregistrés paru pour le magazine Lis Ani! qui étaient difficilement obtenable auparavant. ClariS 〜Single Best 1st〜 a été publié le 4 juin 2014 en trois éditions: une version CD standard et trois éditions limitées,,,. L'une des trois éditions limitées a été regroupée avec des figurines Nendoroid Petit de ClariS. La seconde édition limitée a été livrée avec un DVD contenant tous les clips de ClariS depuis leurs débuts. La troisième édition contient également tous les clips de ClariS mais cette fois-ci en Blu-ray. Pour la semaine du 27 avril 2015 sur le classement hebdomadaire des albums de l'Oricon, ClariS 〜Single Best 1st〜 a culminé à la 4e place et resté classé pendant 15 semaines.

## Liste des pistes
| 1.       | Irony (Oreimo OP)                                                                        | kz              | kz                | kz                | 04:18 |
| 2.       | Connect (コネクト) (Puella Magi Madoka Magica OP)                                        | Shō Watanabe    | Shō Watanabe      | Atsushi Yuasa     | 4:30  |
| 3.       | Nexus (OP du jeu vidéo Oreimo)                                                           | kz              | kz                | kz                | 4:53  |
| 4.       | Naisho no Hanashi (ナイショの話) (Nisemonogatari ED)                                     | ryo             | ryo               | ryo, Takuya       | 04:20 |
| 5.       | Wake Up (Moyashimon Returns OP)                                                          | Mayuko Maruyama | Mayuko Maruyama   | Mayuko Maruyama   | 04:13 |
| 6.       | Luminous (ルミナス, Ruminasu) (OP du 1er film d'animation Puella Magi Madoka Magica)     | Shō Watanabe    | Shō Watanabe      | Shō Watanabe      | 04:08 |
| 7.       | Reunion (Oreimo OP)                                                                      | kz              | kz                | kz                | 04:53 |
| 8.       | Colorful (カラフル, Karafuru) (OP du 3e film d'animation Puella Magi Madoka Magica)      | Shō Watanabe    | Shō Watanabe      | Shō Watanabe      | 04:32 |
| 9.       | Click (Nisekoi OP)                                                                       | kz              | kz                | kz                | 04:30 |
| 10.      | Step (Nisekoi OP)                                                                        | kz              | kz                | kz                | 04:16 |
| 11.      | Border (Tsukimonogatari ED)                                                              | Megumi Hinata   | Ryōsuke Shigenaga | Ryōsuke Shigenaga | 04:27 |
| 12.      | Drop (Compris dans les premières éditions du Lis Ani!")                                  | kz              | kz                | kz                | 04:45 |
| 13.      | Kimi no yume o miyou (君の夢を見よう) (Compris dans les premières éditions du Lis Ani!") | kz              | kz                | kz                | 03:56 |
| 14.      | Clear Sky (Compris dans le Vol. 19 du Lis Ani!")                                         | Mayuko Maruyama | Mayuko Maruyama   | Mayuko Maruyama   | 04:21 |
| 01:02:09 |                                                                                          |                 |                   |                   |       |

| 1.  | irony (Clip)                            |  |
| 2.  | Connect (コネクト) (Clip)               |  |
| 3.  | nexus (Clip)                            |  |
| 4.  | Naisho no Hanashi (ナイショの話) (Clip) |  |
| 5.  | Wake Up (Clip)                          |  |
| 6.  | Luminous (ルミナス) (Clip)              |  |
| 7.  | reunion (Clip)                          |  |
| 8.  | Colorful (カラフル) (Clip)              |  |
| 9.  | Click (Clip)                            |  |
| 10. | Step (Clip)                             |  |
| 11. | border (Clip)                           |  |